# Enterococcus faecium
Enterococcus faecium è un cocco Gram-positivo appartenente al genere Enterococcus. È un batterio commensale. Si trova comunemente nelle feci dell'uomo e di molti animali.

## Infezione
E. faecium è responsabile di importanti  colonizzazioni delle mucose, specie del tratto urinario, setticemie, endocardio, diverticoli, meningi. Questo perché il batterio è resistente a numerosi antibiotici.  Può derivare dal batterio commensale che muta forma oppure essere trasmesso da uomo a uomo, o attraverso cibi o acqua contaminati.